# Адвайта-пракаша
«Адва́йта-прака́ша» — гаудия-вайшнавский текст на бенгальском языке, агиография Адвайты Ачарьи. «Адвайта-пракаша» часто выдаётся за самый ранний гаудия-вайшнавский текст на бенгали, якобы составленный Ишаной Нагарой за два года до «Чайтанья-бхагаваты». Однако, на самом деле «Адвайта-пракаша» была написана в конце XIX века автором по имени Ачьютачарана Чаудхури Таттванидхи.